# Европско првенство у атлетици на отвореном 1969 — 800 метара за жене
Такмичење у трчању на 800 метара у женској конкуренцији на 8. Европском првенству у атлетици 1969. одржано је 16. и 18. септембра у Атинии на Стадиону Караискакис.
Титулу освојену у Будимпешти 1966, није одбранила Вера Николић из Србије.

## Земље учеснице
Учествовало је 15 такмичарки из 13 земаља. 
1. Данска (1)
2. Источна Немачка (2)
3. Југославија (1)
4. Мађарска (1)
5. Норвешка (1)
6. Пољска (1)
7. Румунија (1)
8. СССР (1)
9. Турска (1)
10. Уједињено Краљевство (2)
11. Француска (1)
12. Холандија (1)
13. Шведска (1)

## Рекорди
| Рекорди пре почетка Европског првенства 1969.     | Рекорди пре почетка Европског првенства 1969. | Рекорди пре почетка Европског првенства 1969. | Рекорди пре почетка Европског првенства 1969. | Рекорди пре почетка Европског првенства 1969. | Рекорди пре почетка Европског првенства 1969. |
| ------------------------------------------------- | --------------------------------------------- | --------------------------------------------- | --------------------------------------------- | --------------------------------------------- | --------------------------------------------- |
| Светски рекорд                                    | Шин Кеум-Дан                                  | Северна Кореја                                | 1:58,0                                        | Пјонгјанг, Северна Кореја                     | 5. септембар 1964.                            |
| Европски рекорд                                   | Вера Николић                                  | Југославија                                   | 2:00,5                                        | Лондон, Уједињено Краљевство                  | 27. јул 1968.                                 |
| Рекорди европских првенстава                      | Герда Кран                                    | Холандија                                     | 2:02,8                                        | Београд, Југославија                          | 16. септембар 1962.                           |
| Рекорди европских првенстава                      | Вера Николић                                  | Југославија                                   | 2:02,8                                        | Будимпешта, Мађарска                          | 4. септембар 1966.                            |
| Рекорди после завршетка Европског првенства 1969. |                                               |                                               |                                               |                                               |                                               |
| Рекорди европских првенстава                      | Лилијан Боард                                 | Велика Британија                              | 2:01,50                                       | Атина, Грчка                                  | 18. септембар 1969.                           |

## Освајачи медаља
|                                      |                             |                            |
| Лилијан Боард · Уједињено Краљевство | Анелисе Дам-Олесен · Данска | Вера Николић · Југославија |

## Сатница
| Датум         | Време | Коло          |
| ------------- | ----- | ------------- |
| 16. септембар | 18:10 | Квалификације |
| 18. септембар | 18:00 | Финале        |

## Резултати

### Квалификације
У квалификацијама такмичарке су биле подељене у три групе. За финале квалификовале су се по 2 првопласиране из све три групе (КВ) и две на основу резултата (кв).
| Пласман | Група | Атлетичарка        | Земља                | Резултат | Белешке |
| ------- | ----- | ------------------ | -------------------- | -------- | ------- |
| 1.      | 2     | Вера Николић       | Југославија          | 2:04,2   | КВ      |
| 2.      | 3     | Лилијан Боард      | Уједињено Краљевство | 2:04,2   | КВ      |
| 3.      | 3     | Анелисе Дам-Олесен | Данска               | 2:04,5   | КВ, НР  |
| 4.      | 3     | Иља Ламан          | Холандија            | 2:04,8   | кв, ЛР  |
| 5.      | 1     | Илеана Силај       | Румунија             | 2:05,0   | КВ      |
| 6.      | 3     | Барбара Вик        | Источна Немачка      | 2:05,4   | кв      |
| 7.      | 2     | Патриша Лоу        | Уједињено Краљевство | 2:05.9   | КВ      |
| 8.      | 1     | Ан-Мари Нензел     | Шведска              | 2:06,0   | КВ      |
| 9.      | 1     | Гертруда Шмит      | Источна Немачка      | 2:06,0   | ЛР      |
| 10.     | 2     | Милда Каде         | СССР                 | 2:06,7   | ЛР      |
| 11.     | 1     | Зофиа Колаковска   | Пољска               | 2:07,1   | ЛР      |
| 12.     | 1     | Брит Рамстад       | Норвешка             | 2:07,4   | ЛР      |
| 13.     | 2     | Маривоне Дупурер   | Француска            | 2:09,6   | ЛРС     |
| 14.     | 2     | Марија Будавари    | Мађарска             | 2:10,7   | ЛР      |
| 15.     | 1     | Несе Каратепе      | Турска               | 2:18,8   | ЛР      |

### Финале
| Пласман | Атлетичарка        | Земља                | Време  | Белешке |
| ------- | ------------------ | -------------------- | ------ | ------- |
|         | Лилијан Боард      | Уједињено Краљевство | 2:02,8 | РЕП, ЛР |
|         | Анелисе Дам-Олесен | Данска               | 2:02,6 | ЛРС     |
|         | Вера Николић       | Југославија          | 2:02,6 | ЛРС     |
| 4.      | Барбара Вик        | Источна Немачка      | 2:02,7 | ЛР      |
| 5.      | Илеана Силај       | Румунија             | 2:03,0 | ЛРС     |
| 6.      | Патриша Лоу        | Уједињено Краљевство | 2:03,4 | ЛРС     |
| 7.      | Ан-Мари Нензел     | Шведска              | 2:05,2 | ЛР      |
| 8.      | Иља Ламан          | Холандија            | 2:05,2 |         |